# Metallochlora pisina
Metallochlora pisina là một loài bướm đêm trong họ Geometridae.